# Полис, Джаред
Джа́ред Шатц По́лис (англ. Jared Schutz Polis; род. 12 мая 1975) — американский предприниматель и политик, представляющий Демократическую партию. Губернатор штата Колорадо (с 2019).

## Биография
В 1993 году получил степень бакалавра искусств в Принстонском университете.

### Деловая карьера
В студенческие годы создал в университетском общежитии свою первую компанию, провайдер доступа в Интернет American Information Systems, которую в 1998 году продал за 22 млн долларов. Годом позже Джаред и его родители, Стивен Шутц и Сьюзан Полис-Шутц, продали семейную компанию поздравительных интернет-открыток Bluemountain.com за 900 млн, а затем сам Джаред Полис основал благотворительный фонд Jared Polis Foundation, предназначенный для финансирования образовательных программ в штате Колорадо (в 2000 году был избран в Совет по образованию штата Колорадо). При этом он продолжил заниматься бизнесом и в 2005 году продал свою компанию розничной торговли Provide Commerce Inc. высокотехнологичному гиганту Liberty Media Corp. за 477 млн долларов.

### Политическая карьера
В 2008 году впервые избран в Палату представителей США.
6 ноября 2018 года победил на губернаторских выборах в Колорадо республиканца Уокера Стэплтона и после вступления в должность стал первым открытым геем и первым евреем в должности губернатора штата в США.
В период своей политической карьеры Джаред Полис завоевал репутацию демократа-либертарианца: поддерживая демократическую повестку в вопросах здравоохранения, отпуска по уходу за ребёнком и возобновляемой энергии, он в то же время положительно относится к праву на ношение оружия и к снижению налогов. Он был одним из немногих демократов Конгресса (по другим данным, единственным), кто участвовал в работе Фракции свободы. Кроме того, он входил в бизнес-ориентированную коалицию новых демократов в Конгрессе. В ходе своей губернаторской кампании Полис выступал за переход к полностью бюджетному финансированию здравоохранения, обеспечение всеобщего доступа к детским садам и школам предварительного обучения, полный перевод Колорадо на использование возобновляемой энергии к 2040 году.
8 ноября 2022 года был переизбран на новый срок, победив на губернаторских выборах республиканку Хейди Гэнэл

### Личная жизнь
Полис стал первым открытым геем, победившим на выборах в Конгресс, а его партнёр Марлон Райс (Marlon Reis) — первым однополым супругом конгрессмена. После появления сына у Полиса и Райса в 2011 году Полис стал первым родителем-открытым геем в Конгрессе. Впоследствии у них также появилась дочь. В 2021 году после 18 лет совместной жизни Полис и Райс оформили однополый брак, свадебная церемония прошла по еврейскому религиозному обряду.